# 松原查干湖机场
松原查干湖机场是位于中國吉林省松原市前郭县蒙古艾里乡查干湖村，距松原市区29公里，距查干湖旅游经济开发区26公里，占地面积157公顷，属于国内支线机场。

## 技术指标
设计旅客吞吐量40万人次、货邮吞吐量2000吨。飞行区等级指标为4C。新建一条长2500米、宽45米的跑道和1条长233米、宽23米的垂直联络道，跑道主降方向设I类精密进近仪表着陆系统和灯光系统，次降方向设B型简易进近灯光系统。新建4000平方米的航站楼、5个机位的站坪以及3900平方米的辅助生产生活设施。新建1座塔台和800平方米的航管楼。配套建设通信、气象、供电、给排水、供热、供冷、供气、供油、消防救援等设施。

## 历史
2014年9月28日项目获国家发改委批复。松原机场项目总投资7.84亿元，其中，国家发改委安排中央预算内投资1.76亿元，民航局安排民航发展基金2.09亿元，其余由吉林省和松原市政府按照等比例安排财政资金解决。
2015年4月全面开工建设。2016年航站楼主体结构完工。2017年4月25日民航专业工程通过验收。2017年5月12日13时45分开始校准试飞。2017年10月29日通航。

## 航点
2025年度夏秋航班计划（3月30日至10月25日），机场运营航线5条，通航城市8个。
| 航空公司           | 目的地                        |
| ------------------ | ----------------------------- |
| 中国联合航空（KN） | 北京/大兴                     |
| 四川航空（3U）     | 石家庄、成都/天府（经石家庄） |
| 天津航空（GS）     | 天津、西安（经天津）          |
| 九元航空（AQ）     | 合肥、广州（经合肥）          |
| 春秋航空（9C）     | 上海/浦东                     |

## 注脚
1. ↑   (XLS).   [2025-03-14]. （原始内容存档于2025-04-10） （中文）.
2. ↑  .   [2014-10-22]. （原始内容存档于2014-10-28）.
3. ↑  .   [2014-11-03]. （原始内容存档于2020-04-24）.
4. ↑  .   [2014-10-25]. （原始内容存档于2020-04-24）.